# Liste der Monuments historiques in Mousseaux-lès-Bray
Die Liste der Monuments historiques in Mousseaux-lès-Bray führt die Monuments historiques in der französischen Gemeinde Mousseaux-lès-Bray auf.

## Liste der Objekte
| Bezeichnung                    | Beschreibung                               | Standort                     | Kennzeichnung | Schutzstatus | Datum | Bild |
| ------------------------------ | ------------------------------------------ | ---------------------------- | ------------- | ------------ | ----- | ---- |
| Skulptur des heiligen Fiacrius | Holz, 18./19. Jahrhundert                  | in der Kirche St-Maur (Lage) | PM77002754    | Inscrit      | 1977  |      |
| Skulptur Madonna und Kind      | Marmor, zweite Hälfte des 16. Jahrhunderts | in der Kirche St-Maur (Lage) | PM77001217    | Classé       | 1984  |      |